# Hanseatischer Sparkassen- und Giroverband
Der Hanseatische Sparkassen- und Giroverband (HSGV) ist ein Sparkassen- und Giroverband der Sparkassen, Landesbausparkasse und Landesbank in den Ländern Bremen, Hamburg und der Weser-Elbe-Sparkasse in Bremerhaven.

## Allgemeines
Es handelt sich um einen Verband in der Rechtsform des rechtsfähigen Vereins, der als Interessenverband fungiert und der Mitglieder hat. Er wurde am 8. September 1950 gegründet und ist der Dachverband der drei hanseatischen Sparkassen in den Bundesländern Hamburg und Bremen sowie ihrer Träger. Der Sitz des rechtsfähigen Vereins kraft staatlicher Verleihung befindet sich in Hamburg. Der übergeordnete Dachverband ist der Deutsche Sparkassen- und Giroverband. 
Der Präsident des Verbandes ist Harald Vogelsang, sein Stellvertreter ist Frank Brockmann. 

## Mitglieder
Quelle:

### Ordentliche Mitglieder
- Hamburger Sparkasse AG
- Die Sparkasse Bremen AG
- Weser-Elbe-Sparkasse
- HASPA Finanzholding
- Finanzholding der Sparkasse in Bremen.
- Sparkassenzweckverband Weser-Elbe Sparkasse

### Außerordentliche Mitglieder
- LBS Landesbausparkasse NordOst AG

### Gastmitglieder
- Deutsche Factoring Bank
- neue leben Lebensversicherung AG
- neue leben Unfallversicherung AG
- S-Servicepartner Norddeutschland GmbH
- S-Servicepartner Deutschland GmbH